# Scorpion (Star Trek: Voyager)
„Scorpion” (titlu original: „Scorpion”) este al 26-lea episod din al treilea sezon și al 27-lea episod din al patrulea sezon al serialului TV american științifico-fantastic Star Trek: Voyager și al 68-lea și al 69-lea în total. A avut premiera la 21 mai și respectiv 3 septembrie 1997 pe canalul UPN. Scenariul este scris de Brannon Braga și Joe Menosky.
În acest episod, apar drona Borg Seven of Nine și Specia 8472 pentru prima dată în Star Trek: Voyager.
Titlul este o aluzie la fabula „Scorpionul și broasca”, pe care Chakotay i-o spune căpitanului Janeway (înlocuind broasca cu o vulpe) ca un avertisment împotriva încercării de a coopera cu Borg.

## Prezentare
Voyager trebuie să traverseze regiunea de spațiu ce aparține rasei Borg, dar apariția unei noi specii dă naștere la o situație problematică.
Janeway și Tuvok conlucrează cu Borgii și fac cunoștință cu  Seven of Nine în timp ce colaborează la dezvoltarea unei arme împotriva Speciei 8472, în schimbul traversării în siguranță a spațiului Borg.

## Rezumat

### Partea I
În prima scenă, căpitanul Janeway petrece timp pe holopunte într-un holoroman cu Leonardo da Vinci.
Voyager se apropie de un sector al spațiului ocupat de Borg care se întinde pe mii de sisteme stelare, dar găsesc o trecere îngustă de trecere prin sector, cale pe care Borg o evită datorită numeroaselor distorsiuni gravimetrice. Personalul superior este de acord că este mai bine să treacă prin această trecere, supranumită „Pasajul Nord-Vest”, decât să înfrunte direct Borgul. Căpitanul Janeway face pregătirile necesare pentru o întâlnire cu Borg. În timp ce îl ajută pe doctor să creeze anticorpi pentru a dezactiva asimilarea Borg, Kes are o scurtă viziune cu o grămadă de cadavre Borg. Ea începe să experimenteze mai multe viziuni, toate bazate pe distrugerea rasei Borg și a navei Voyager.
Când se apropie de Pasajul Nord-Vest, 15 cuburi Borg trec pe lângă Voyager cu viteză mare, fără a deschide focul, doar una o scanează pe Voyager în mare grabă. La scurt timp, scanările de pe Voyager indică faptul că toate cuburile au fost distruse, în timp ce o bionavă este atașată la o rămășiță a unui cub Borg. O echipă se teleportează pentru a descoperi o grămadă de cadavre Borg, așa cum o a văzut-o Kes, și un extraterestru în altă parte pe navă. În timp ce încearcă să caute sursa, Kes are o altă viziune, de data aceasta când slt. Harry Kim este atacat. Janeway cere o teleportare de urgență atunci când o creatură asemănătoare unei insecte o lovește pe Kim. Bionava se detașează de corpul navei Borg și trage asupra lui Voyager în timp ce aceasta fuge din zonă. Kes raportează că aude o voce spunând: „Cel slab va pieri”.
Janeway ordonă echipajului să continue cursul spre Pasajul Nord-Vest. Analiza jurnalelor Borg arată că specia extraterestră este catalogată ca Specia 8472 și i-a învins pe Borg de multe ori înainte. Doctorul este capabil să elimine infecția extraterestră din corpul lui Kim folosind nanosonde Borg modificate. 
Din nou pe holopunte, căpitanul Janeway îi spune lui Leonardo da Vinci că are probleme în a alege să continue pe o cale primejdioasă către casă sau să se întoarcă pentru a ocoli foarte mult, da Vinci îi spune că ar fi bine să se roage și să facă o înțelegere cu Dumnezeu. Janeway are atunci ideea de a face o înțelegere cu Diavolul, o referire către Borg.
În cele din urmă, Voyager ajunge în Pasajul Nord-Vest, doar pentru a găsi o flotă de bionave care o așteaptă. După ce nava se retrage la o distanță sigură, personalul superior discută opțiunile pe care le au. Janeway propune o alianță cu Borg pentru a face față unei amenințări comune, oferind la negociere contra unei treceri libere prin spațiul Borg leacul Doctorului la infecția cu specia 8472. Ofițerii au dubii, dar sunt de acord că este singura lor opțiune. După ce personalul s-a retras, Chakotay, până atunci tăcut, îi spune căpitanului  fabula cu scorpionul (Borg) și vulpea (Voyager).
Nava Voyager călătorește către o lume ocupată de Borg din apropiere și este întâmpinată de un cub Borg. Janeway le anunță intențiile, iar Borg o teleportează pe nava lor, unde încep negocierile. Dintr-o dată, în apropiere, dintr-o singularitate cuantică apare o flotă de bionave și printr-un fascicul comun aruncă în aer o planetă Borg. Cubul Borg, cu Voyager prinsă într-o rază de tractare, abia scapă de la distrugere.

### Partea a II-a
Borg acceptă oferta lui Janeway cu nanosondele modificate în schimbul unei treceri sigure prin spațiul lor, iar ea și Tuvok încep să lucreze pe cub. Cu toate acestea, Borg consideră ineficientă comunicarea verbală și încearcă să atașeze o sondă neuronală lui Janeway și Tuvok. Janeway îi oprește și, în schimb, le sugerează să aleagă un reprezentant Borg cu care să vorbească. O dronă care se numește Șapte din Nouă apare ca reprezentantul ales. În timp ce discută despre integrarea nanosondelor în armamentul din dotare, apare o bionavă care deschide focul asupra navelor, rănind-o pe Janeway. Borg îi teleportează pe Janeway, Tuvok, Seven și mai multe drone într-un depozit de marfă de pe Voyager, înainte de a se ciocni de bionavă, ceea ce provoacă distrugerea cubului Borg și a bionavei. Rănile lui Janeway sunt atât de grave încât trebuie să fie sedată; înainte de acest lucru, ea îi cere lui Chakotay să promită că va menține alianța.
Seven află de la Colectiv că Specia 8472 a ucis milioane de drone Borg în mijlocul sectorului lor și îi cere lui Chakotay să ducă Voyager în această direcție. Chakotay refuză, deoarece acest lucru este o abatere semnificativă de la cursul lor și își declară intențiile de a lăsa dronele Borg de la bord pe o planetă de clasa M, pentru a fi preluate mai târziu. Seven este capabilă să acceseze discul deflector al navei și îl folosește pentru a crea o ruptură în subspațiu. Chakotay depresurizează depozitul de marfă, aruncând toate dronele cu excepția lui Seven în spațiu. Deși echipajul recâștigă controlul, ruptura a crescut suficient de mare pentru a-o atrage pe Voyager în ea.
Voyager ajunge în „spațiul fluidic”, de unde provine specia 8472. Seven îi spune lui Chakotay că, din moment ce a refuzat să ajute Borgul, Voyager trebuie să înfrunte singur specia 8472, dezvăluind că Borg a început războiul cu ei. Cearta lor este oprită atunci când Janeway anunță că și-a revenit și preia din nou comanda Voyager. Ea îl pune pe Chakotay aparent în arest și continuă să lucreze la armă, deoarece sunt detectate mai multe bionave care se îndreaptă spre ele. Modificările sunt finalizate la timp și astfel pot distruge navele care îi atacă.
Seven inversează procesul care a atras Voyager în spațiul fluidic, dar nava reapare în Cuadrantul Delta în mijlocul unei flote de bionave. Aplică rapid modificări unei arme de mari dimensiuni care distruge majoritatea flotei inamice. Seven se întoarce apoi împotriva echipajului Voyager și încearcă să asimileze consolele. Echipajul s-a pregătit însă pentru acest lucru - Chakotay folosește un releu neuronal la care a mai fost conectat pentru a distrage atenția lui Seven suficient de mult timp pentru ca Torres să electrizeze consola, eliminând-o pe Seven și întrerupând conexiunea acesteia cu Colectivul. Voyager își reia apoi cursul către Cuadrantul Alfa.

## Actori ocazionali
- John Rhys-Davies – Leonardo da Vinci
- Erica Lynne Bryan (nemenționat) – tânăra Annika Hansen
- David Anthony Marshall (nemenționat) – Magnus Hansen
- Nikki Tyler-Flynn (nemenționat) -- mama Annikăi Hansen

## Primire
Recenzia din Entertainment Weekly a lăudat interpretarea actriței Kate Mulgrew în prima parte a „Scorpionului”, spunând că personajul „liniștit disperat” adaugă un nucleu emoțional de o importanță vitală războiului stelar care urmează”. Mai mult, a adăugat că a fi căpitan-femeie de navă stelară a adăugat un sentiment de „singurătate” unică personajului din seria Star Trek, deoarece echipajul nu era „doar din bărbați”.
The Hollywood Reporter a clasat „Scorpion” ca fiind al patrulea cel mai bun episod din toate episoadele Star Trek: Voyager în 2016 și l-au clasat pe locul 37 din 100 cele mai bune dintre toate episoadele de televiziune Star Trek din acel moment.  În 2017, Den of Geek a evaluat cele două episoade „Scorpion” printre primele 50 de episoade ale francizei Star Trek în general. În 2015, SyFy l-a plasat printre primele zece episoade din seria Star Trek: Voyager. În 2012, a fost plasat printre primele 5 episoade ale seriei. În 2017, Netflix a anunțat că „Scorpion”, Partea I și II se află în primele zece cele mai re-vizionate episoade Star Trek, de asemenea, episodul următor, „Darul” a fost în primele zece - atunci când au fost excluse primele două episoade din fiecare serie.
Pe TV.Com, în 2019, partea I a episodului „Scorpion” a fost evaluată cu nota 9,3 din 10, iar partea II, a fost evaluată cu 9,2.
ScreenRant a evaluat bionava Speciei 8472 ca cea mai mortală navă spațială din universul Star Trek în 2015, remarcând distrugerea a 15 Cuburi Borg, precum și colaborarea cu alte bionave pentru a face un fascicul combinat mai puternic capabil să distrugă o exoplanetă. În 2012, Den of Geek a enumerat acest lucru drept o mențiune de onoare pentru clasamentul lor cu primele zece episoade din Star Trek: Voyager.
SyFy recomandă „Scorpion” ca primul episod din ghidul lor de vizionarea excesivă cu Seven of Nine.
În 2016, revista Empire l-a clasat pe locul 14 în lista celor mai bune 50 de episoade din toate cele 700 de episoade de televiziune Star Trek.
În 2018, CBR a clasificat „Scorpion” drept cel de-al optulea cel mai bun arc de poveste în mai multe episoade din toate seriile Star Trek.
În 2019, Nerdist a sugerat vizionarea acestui episod în două părți ca parte a unui ghid de vizionare abreviat care prezintă confruntările USS Voyager cu Borg. IGN a recomandat „Scorpion, Partea II” ca episod de urmărit înainte de Star Trek: Picard.
În 2020, SyFy Wire a clasat cele două episoade „Scorpion” ca al șaptelea cel mai bun episod din Star Trek: Voyager, îl consideră punctul de cotitură plin de acțiune „al serialului și al francizei”, cu introducerea lui Seven of Nine, mai multe Cuburi Borg și specia 8472.
În 2020, Space.com și Tor.com au recomandat vizionarea acestor episoade ca fundal pentru Star Trek: Picard.

## Lansare
Episodul „Scorpion” a fost inclus în colecția DVD Star Trek: Fan Collective – Borg care a fost lansat la 7 martie 2006.